# 2016年のインド
2016年のインド （2016ねんのインド）では、2016年のインドに関する出来事について記述する。

## できごと

### 1月
- 4日 - インド北東部のマニプル州を震源とするマグニチュード6.7の地震が発生。[1]

### 9月
- 9月4日-5日 - 中華人民共和国浙江省杭州市で第11回20か国・地域首脳会合（G20）。インドからはナレンドラ・モディ首相が出席。